# Fèlix de Valois
Fèlix de Valois (Comtat de Valois?, 9 d'abril de 1127 - Cerfroid, Aisne, Picardia, 4 de novembre de 1212) era considerat com el cofundador, amb sant Joan de Mata, de l'Orde dels Trinitaris i, després, com el seu primer col·laborador. És venerat com a sant per l'Església catòlica.
La historicitat del personatge, però, no es pot comprovar i sembla que en realitat no va existir: en documents antics, només s'esmenta de passada el nom d'un anacoreta anomenat Fèlix en tres documents, sense que se li doni cap paper en la fundació ni el posterior desenvolupament de l'orde trinitari. A partir del segle xvii, des del mateix orde trinitari es va elaborar una biografia del sant i se'n van "trobar" documents i testimonis de la seva existència real. Possiblement, es va tractar d'una mistificació que tenia l'objecte de vincular la fundació de l'orde a la casa reial francesa dels Valois, a la qual hauria pertangut el "nou" sant Fèlix.

## Tradició trinitària
El nom atribuït al sant només apareix en 1497 com a Felix anachoreta, sense més. Fins al final del segle xvi no s'hi afegeix Valiensis o "de Valois", per a indicar que havia nascut a la regió de Valois (França). Al segle xvii, els trinitaris van explicar que era perquè Fèlix pertanyia a una branca secundària de la família reial dels Valois. Segons l'hagiografia trinitària, va ser educat a la l'abadia de Claravall i es va fer monjo cistercenc; llavors va canviar el seu nom, Hugues, pel de Fèlix. Va anar a les croades i, en tornar, es va consagrar a la vida eremítica. Anà als Alps i després a Cerfroid, a la diòcesi de Meaux, on va trobar Joan de Mata, també eremita.
Tots dos projecten de fundar un orde religiós destinat a rescatar els presoners cristians que havien caigut en mans d'infidels, principalment musulmans, en guerres contra ells o en el curs d'atacs de pirates, molt freqüents llavors a la Mediterrània. El 1198 obtenen l'autorització del papa Innocenci III i funden l'Orde de la Santíssima Trinitat per a la Redempció de Captius.
Van fundar el monestir de Cerfroid, que esdevindrà la casa mare de l'orde. Mentre Joan de Mata marxa a Roma per atendre els assumptes de l'orde, Fèlix roman a França. Va fundar una casa a París, vora l'església de Sant Maturí. Seran els membres d'aquesta fundació els responsables de la "creació" i difusió de les llegendes i la suposada història de Sant Fèlix, desitjosos de tenir com a fundador un príncep de sang reial.

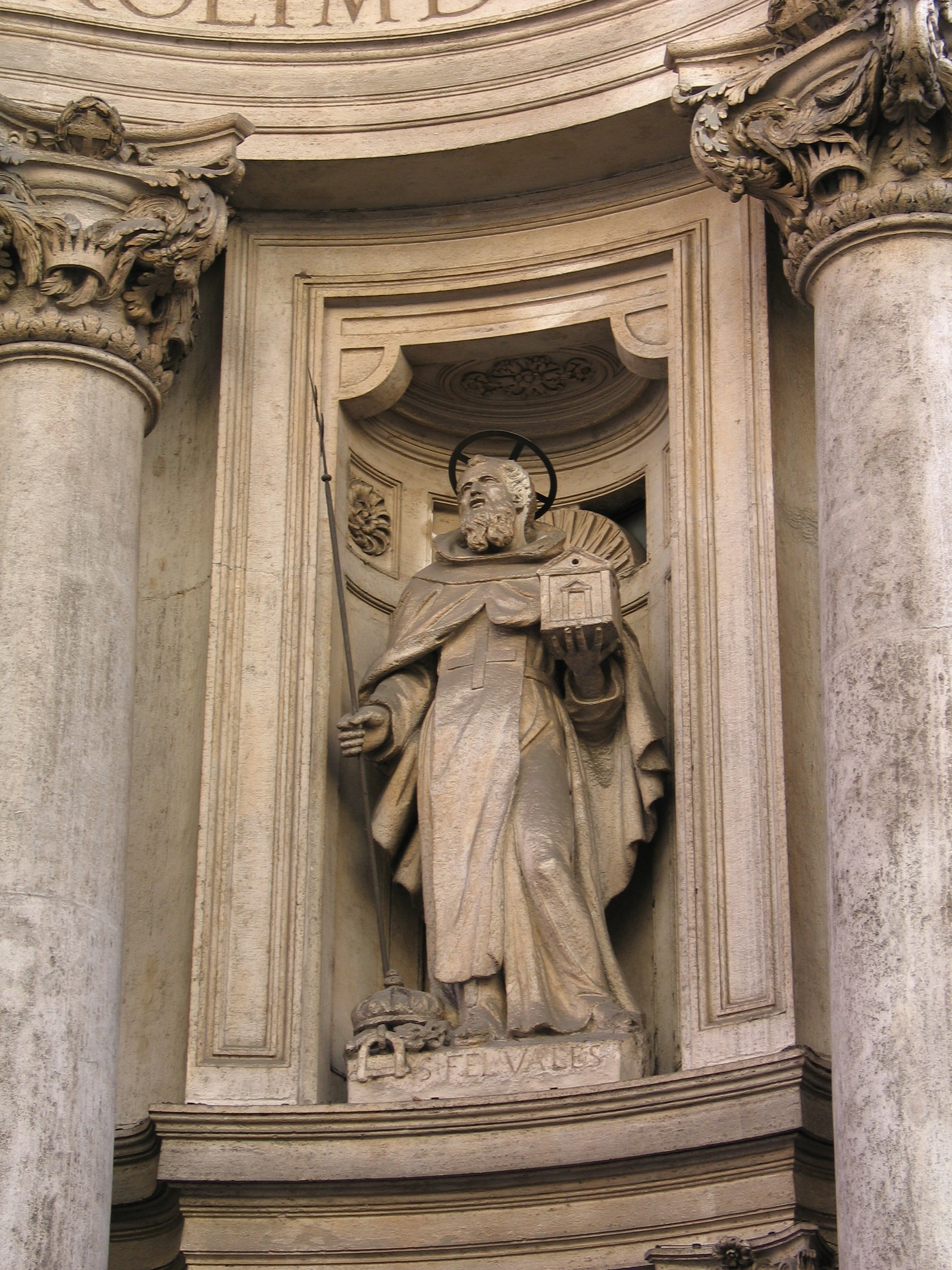
Escultura de Silano Sillani, 1682 (Roma, S. Carlo alle Quatro Fontane)

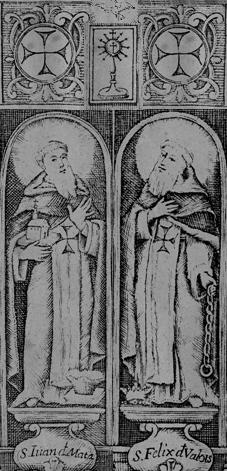
El sant i Fèlix de Valois, fundadors dels trinitaris; gravat del 1700

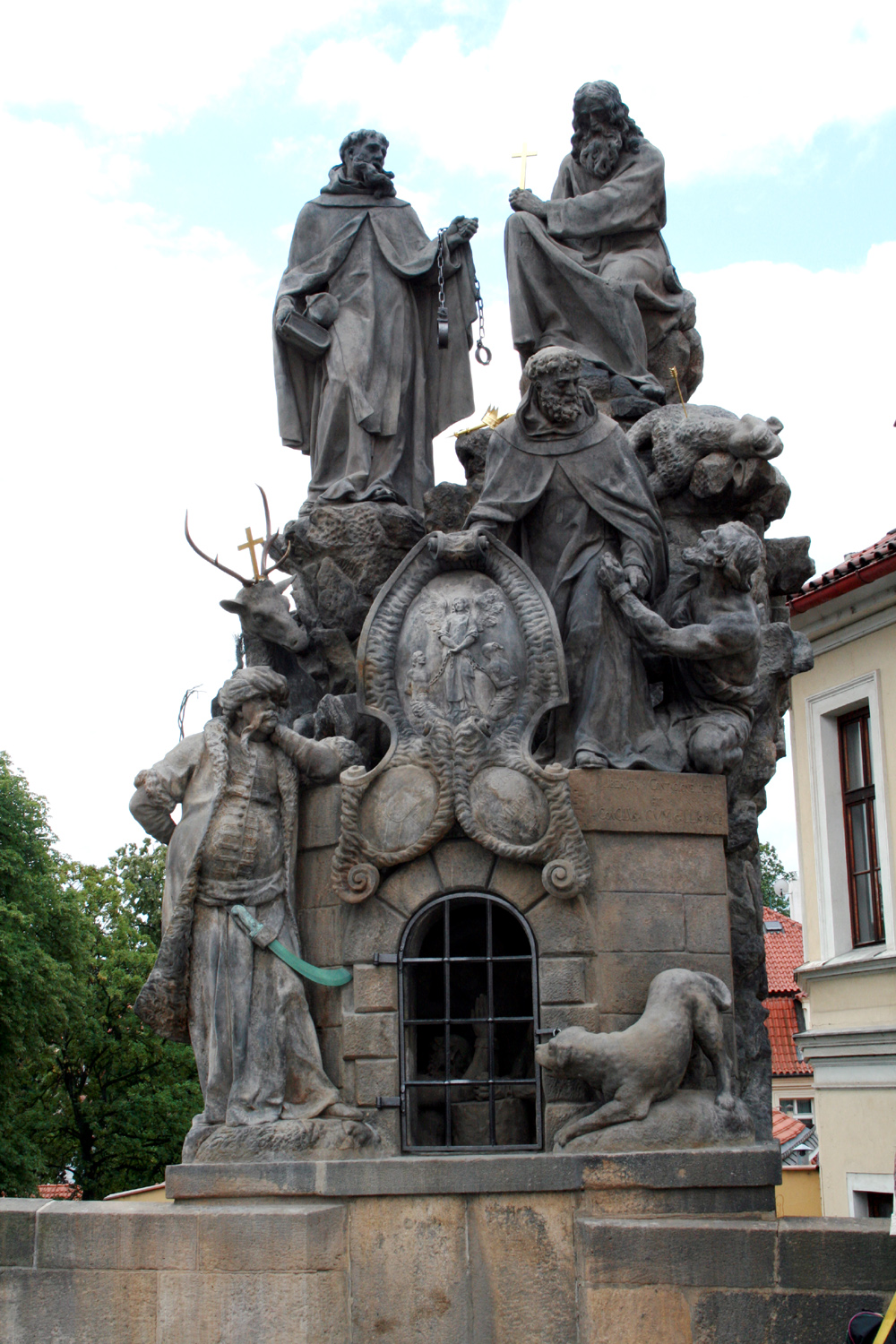
Sant Joan de Mata i Fèlix de Valois, al Pont de Carles de Praga, s. XVIII

### Llegenda del cérvol
Joan de Mata havia tingut una visió on va veure Crist, amb una creu vermella i blava, que beneïa altres dos, un de blanc i un musulmà, intercanviant-los entre si. En comentar la visió amb altres persones, van trobar que el papa n'havia tingut la mateixa, i la van interpretar com un senyal que havien de fundar un orde per a la redempció de captius, que intercanviés cristians captius per infidels. Poc després, essent al bosc on tenien l'ermita i amb Fèlix de Valois, van veure un cérvol que portava una creu, blau i vermella com la que havia vist en la seva visió, entre les banyes; seguint-lo, van veure que bevia tranquil·lament a una font per a refrescar-se i que, després de beure, va postrar-se davant dels dos eremites i va marxar.
Van interpretar el fet com un senyal de Déu que havien de posar en marxa la fundació de l'orde que la visió els havia transmès. Després, van fundar al mateix lloc la casa mare de l'orde, donant-li el nom de Cerfroid (de "cerf", cérvol, i "froid", fred, perquè el cérvol es refrescava a la font).

## Veneració
L'hagiografia trinitària afirmava que havia estat canonitzat per Urbà IV l'1 de maig de 1262, però que la butlla i acta de canonització s'havien perdut; segons això, el 1215, ja se celebrava el sant a la litúrgia de Meaux. El 21 d'octubre de 1666, Alexandre VII va confirmar el culte a instància de Lluís XIV de França, que volia donar prestigi a la família reial francesa. A partir de llavors, el seu culte es va estendre arreu.

## Dubtes sobre la historicitat del personatge
No hi ha cap document contemporani que esmenti Fèlix de Valois, mentre que la trajectòria de Joan de Mata és fàcilment reconstruïble als documents. Dos documents de 1208 i 1210 citen un Fèlix com a ministre a la casa de Marsella, sense cap altra dada. Només a la Seqüència de ben entrat el segle xiii es parla de "dos homes de santa vida" que havien viscut junts com a anacoretes i havien anat a Roma. Fins al 1497 no apareix el nom: "Felicius anachoreta" en l'obra de Gaguin i només al final del segle xvi s'hi afegeix "Valesius", referint-se a la regió del Valois, on hauria viscut. Tampoc no hi havia cap constància de culte o veneració, ni se'n conservaven relíquies.
Sembla que van ser els trinitaris de París que, desitjosos de tenir un fundador de sang reial, van "inventar" la figura de Fèlix de Valois al segle xvii, fent-lo membre de la dinastia regnant i reelaborant una biografia que el portava a les croades. La pèrdua de la butlla de canonització d'Urbà IV, que seria l'únic document que podia provar la sea existència, podia donar versemblança a la història. Mentrestant, van anar apareixent còpies de documents antics, tots desapareguts per accident, que, "a posteriori" donaven proves de les activitats i santedat de Fèlix de Valois. La intervenció de Lluís XIV de França, que va pressionar el papa, va fer que fos "recanonitzat" i la història del sant s'acceptés com a vàlida.